# Robert Hooks
Pour les articles homonymes, voir Hooks.
Robert « Bobby » Dean Hooks — né le 18 avril 1937 à Washington (district de Columbia) — est un acteur américain, connu comme Robert Hooks.

## Biographie
Au théâtre (où il est parfois producteur ou directeur exécutif), Robert Hooks joue notamment à Broadway et Off-Broadway (New York) à partir de 1962, principalement dans des pièces, dont La Résistible Ascension d'Arturo Ui de Bertolt Brecht (Broadway, 1963, avec Christopher Plummer et Elisha Cook Jr.) et Le Métro fantôme de LeRoi Jones (Off-Broadway, 1964-1965).
S'ajoutent deux comédies musicales, la première Off-Broadway en 1963, la seconde à Broadway en 1967-1968 (Hallelujah, Baby! (en), sur une musique de Jule Styne, avec Marilyn Cooper).
En 1967, il est l'un des membres fondateurs de la troupe théâtrale new-yorkaise Negro Ensemble Company (en), comptant entre autres comme anciens interprètes Angela Bassett, Keith David, Samuel L. Jackson, ou encore Denzel Washington.
Au cinéma, il apparaît dans douze films américains, les deux premiers sortis en 1967, dont Que vienne la nuit d'Otto Preminger (avec Michael Caine et Jane Fonda).
Par la suite, citons Les Naufragés du 747 de Jerry Jameson (1977, avec Jack Lemmon et Lee Grant), Star Trek 3 : À la recherche de Spock de Leonard Nimoy (1984, avec William Shatner et le réalisateur), ainsi que Seventeen Again de Jeffrey W. Byrd, son dernier film à ce jour, sorti en 2000 (avec Tia et Tamera Mowry).
Pour la télévision, également à ce jour, Robert Hooks contribue à cinquante-huit séries de 1963 à 2011, dont N.Y.P.D. (en) (intégrale en quarante-neuf épisodes, 1967-1969, dans le rôle du détective Jeff Ward), Dynastie (trois épisodes, 1984) et Arabesque (deux épisodes, 1986-1995).
S'ajoutent vingt-quatre téléfilms entre 1970 et 1998, dont To Kill a Cop de Gary Nelson (1978, avec Joe Don Baker et Desi Arnaz Jr.).
Père de l'acteur et réalisateur Kevin Hooks (né en 1958), il collabore à plusieurs réalisations de celui-ci, au cinéma comme à la télévision, dont le téléfilm Émeutes en Californie (1990, avec Blair Underwood et Cicely Tyson), le film Passager 57 (1992, avec Wesley Snipes et Bruce Payne), et un épisode de la série Dragnet (2003, avec Ed O'Neill et Ethan Embry).

## Théâtre (sélection)
(pièces, comme acteur, sauf mention contraire ou complémentaire)

### Broadway
- 1962-1963 : Tiger, Tiger Burning Bright de Peter S. Feibleman, mise en scène de Joshua Logan, décors d'Oliver Smith, costumes de Lucinda Ballard : Dewey Chipley
- 1963 : La Résistible Ascension d'Arturo Ui (Arturo Ui) de Bertolt Brecht, adaptation de George Tabori, mise en scène de Tony Richardson, musique de scène de Jule Styne : ensemble (et comme doublure : Shorty / Jim Crocket)
- 1964 : Le train de l'aube ne s'arrête plus ici (The Milk Train Doesn't Stop Anymore) de Tennessee Williams, mise en scène de Tony Richardson, musique de scène de Ned Rorem : l'assistant du metteur en scène
- 1966 : Where's Daddy? de William Inge : Razz
- 1967-1968 : Hallelujah, Baby!, comédie musicale, musique de Jule Styne, lyrics de Betty Comden et Adolph Green, livret d'Arthur Laurents, costumes d'Irene Sharaff : Clem

### Off-Broadway
- 1963 : Ballad for Bimshire, comédie musicale, musique et lyrics d'Irving Burgie, livret de Loften Mitchell et Irving Burgie : Dennis Thornton
- 1964-1965 : Le Métro fantôme (Dutchman) de LeRoi Jones : Clay
- 1965-1967 : Day of Absence (a) et Happy Ending (b) de Douglas Turner Ward[1] : John / Le balayeur (a) – Junie (b) (+ producteur)
- 1968 : La Récolte de Kongi (Kongi's Harvest) de Wole Soyinka, production de la Negro Ensemble Company : Daoudu (+ directeur exécutif)
- 1969-1970 : The Harangues de Joseph A. Walker : Cal (+ directeur exécutif)

## Filmographie partielle

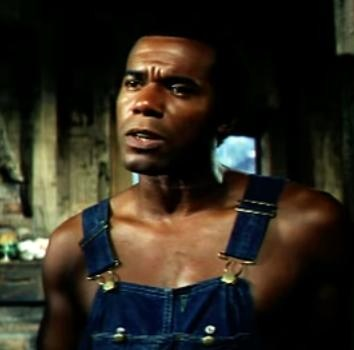
Dans Que vienne la nuit (1967)

### Cinéma
- 1967 : Que vienne la nuit (Hurry Sundown) d'Otto Preminger : Reeve Scott
- 1970 : Last of the Mobile Hot Shots de Sidney Lumet
- 1972 : Fureur noire (Trouble Man) d'Ivan Dixon : M. « T »
- 1977 : Les Naufragés du 747 (Airport '77) de Jerry Jameson : Eddie, le barman
- 1984 : Star Trek 3 : À la recherche de Spock (Star Trek III: The Search of Spock) de Leonard Nimoy : l'amiral Morrow
- 1992 : Passager 57 (Passenger 57) de Kevin Hooks : Dwight Henderson
- 1993 : La Revanche de Jesse Lee (Posse) de Mario Van Peebles : le roi David
- 1996 : Liens d'acier (Fled) de Kevin Hooks : le lieutenant Henry Clark
- 2000 : Seventeen Again de Jeffrey W. Byrd : Gene Donovan âgé

### Télévision
Séries
- 1967-1969 : N.Y.P.D.

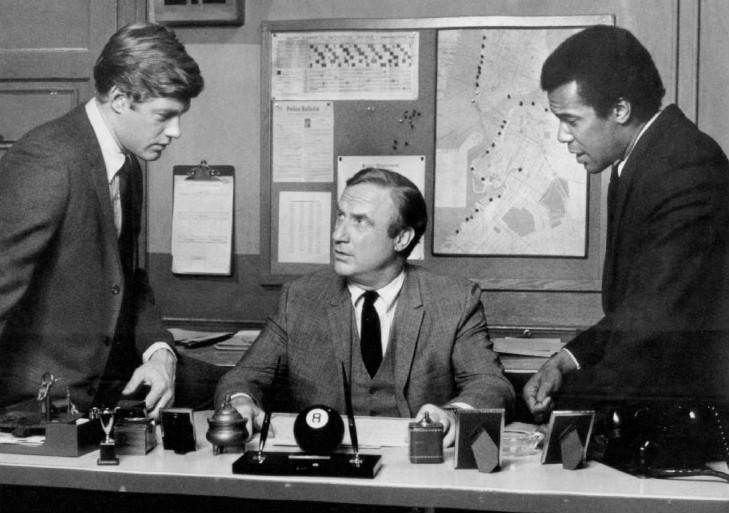
De g. à d. : Frank Converse, Jack Warden et Robert Hooks, dans la série N.Y.P.D. (photo promotionnelle, 1969)

  - Saisons 1 et 2, 49 épisodes (intégrale) : le détective Jeff Ward
- 1969 : Mannix
  - Saison 2, épisode 22 Les Derniers Sacrements (Last Rites for Miss Emma) : Floyd Brown
- 1969-1974 : Sur la piste du crime (The F.B.I.)
  - Saison 5, épisode 5 Silent Partner (1969) de William Hale : Steven Harber
  - Saison 9, épisode 19 Deadly Ambition (1974) de Don Medford : Wilcox
- 1973 : Docteur Marcus Welby (Marcus Welby, M.D.)
  - Saison 5, épisode 11 Nguyen de David Moessinger : Joe Lucas
- 1974 : Les Rues de San Francisco (The Streets of San Francisco)
  - Saison 2, épisode 22 Expédition punitive (Rampage) : Joe Joplin
- 1975 : Police Story
  - Saison 3, épisode 5 The Cut Man Caper de Don Medford : le détective Ernie Tillis
- 1975 : Petrocelli
  - Saison 2, épisode 11 The Many Alibis : Dave Hill
- 1980 : Drôle de vie (The Facts of Life)
  - Saison 1, épisode 13 Le Groupe (Overachieving) : M. Ramsey
- 1982 : Quincy (Quincy, M.E.)
  - Saison 7, épisode 9 Bitter Pill : le sergent LeBatt
- 1983 : Pour l'amour du risque (Hart to Hart)
  - Saison 4, épisode 16 Voyage aux Bahamas (Bahama Bound Harts) de Stuart Margolin : l'inspecteur Jordan
- 1983 : Le Juge et le Pilote (Hardcastle and McCormick)
  - Saison 1, épisode 3 Sans intention de nuire (Man in a Glass House) : le lieutenant Carlton
- 1983-1985 : Hooker
  - Saison 3, épisode 8 Un flic au-dessus de tout soupçon (The Trial, 1983) de Cliff Bole : le lieutenant Peter Ellis
  - Saison 4, épisode 13 La Chèvre (Trackdown, 1985) de Reza Badiyi : le détective Joe Fisher
- 1983-1988 : Hôtel (Hotel)
  - Saison 1, épisode 2 Choices (1983) de Richard Kinon : Frank « Squire » Vance
  - Saison 5, épisode 17 Aftershocks (1988) : Joe Durran
- 1984 : Dynastie (Dynasty)
  - Saison 4, épisode 18 Service de sécurité (The Vigil) de Philip Leacock, épisode 19 Progression (Steps) et épisode 23 La Grande Fête (The Birthday) : Dr Walcott
- 1985 : V : La série (V: The Series)
  - Saison unique, épisode 11 Le Héros (The Hero) de Kevin Hooks : George Caniff
- 1986-1995 : Arabesque (Murder, She Wrote)
  - Saison 2, épisode 19 Mort le dimanche (Christopher Bundy, Died on Sunday, 1986) de Peter Crane : Everett Charles Jensen
  - Saison 11, épisode 12 Mort et Dénégation (The Scent of Murder, 1995) d'Anthony Pullen Shaw : Kendall Ames
- 1987 : Sois prof et tais-toi! (Head of the Class)
  - Saison 1, épisode 21 Crimes of the Heart : M. Nevins
- 1990 : Flash (The Flash)
  - Saison unique, épisode pilote Flash (The Flash) : le chef Arthur Cooper
- 1993 : La Loi de Los Angeles (L.A. Law)
  - Saison 7, épisode 11 La Bonne Fête de Gwen (Bare Witness) d'Oz Scott et épisode 12 Le Père de Tom (Parent Trap) : le juge Earl Gregory
- 1993 : La Voix du silence (Reasonable Doubts)
  - Saison 2, épisodes 22 et 23 Une question de confiance, 1re et 2e parties (Trust Me on This, Parts I & II) de Bill D'Elia : Kane
- 1993 : Le Prince de Bel-Air (The Fresh Prince of Bel-Air)
  - Saison 4, épisode 5 La Toute Première Fois (It's Better to Have Loved and Lost It...) : Dean Morgan
- 1994 : La Vie de famille (Family Matters)
  - Saison 5, épisode 15 Racisme ordinaire (Good Cop, Bad Cop) de Richard Correll : Dr Smiley
- 1994-1995 : MANTIS
  - Saison unique, épisode 10 Thou Shalt Not Kill (1994), épisode 11 Revelation (1994) de David Grossman et épisode 20 Spider in the Tower (1995) de Kim Manners : le maire Lew Mitchell
- 1995 : L'As de la crime (The Commish)
  - Saison 4, épisodes 21 et 22 Off-Broadway, Parts I & II : le capitaine M. A. Daniels
- 1996 : Diagnostic : Meurtre (Diagnosis Murder)
  - Saison 4, épisode 1 Mon ami, mon tuteur (Murder by Friendly Fire) : l'avocat de la ville Andrew Chivers
- 1999 : Clueless
  - Saison 3, épisode 19 Test de personnalité (A Test of Character) : Benjamin Davenport
- 2003 : Dragnet
  - Saison 1, épisode 2 Fiction ou Réalité ? (The Big Ruckus) de Kevin Hooks : le capitaine
- 2007 : Retour à Lincoln Heights (Lincoln Heights)
  - Saison 1, épisode 4 Esclavage moderne (Obsession) de Kevin Hooks : le détective Chase

Téléfilms
- 1970 : Carter's Army de George McCowan : le lieutenant Edward Wallace
- 1971 : Vanished de Buzz Kulik : Larry Storm
- 1971 : Crosscurrent de Jerry Thorpe : l'inspecteur Lou Van Asdale
- 1972 : Two for the Money de Bernard L. Kowalski : Larry Dean
- 1975 : Ceremonies in Dark Old Men de Michael Schultz : Blue Haven
- 1976 : The Killer Who Wouldn't Die de William Hale : le commissaire Frank Wharton
- 1976 : Just an Old Sweet Song de Robert Ellis Miller : Nate Simmons
- 1978 : The Courage and the Passion de John Llewellyn Moxey : le major Stanley Norton
- 1978 : To Kill a Cop de Gary Nelson : le capitaine Pete Rolfe
- 1978 : A Woman Called Moses de Paul Wendkos : William Still
- 1979 : Hollow Image de Marvin J. Chomsky : Paul Hendrix
- 1981 : The Oklahoma City Dolls d'E. W. Swackhamer : John Miller
- 1981 : Madame X de Robert Ellis Miller : le procureur de district Roerich
- 1982 : Sister, Sister de John Berry : Harry Burton
- 1985 : The Execution de Paul Wendkos : Alton Reese
- 1986 : D.C. Cops de Mel Damski : Nathan Jackson
- 1990 : Émeutes en Californie (Heat Wave) de Kevin Hooks : le révérend Brooks
- 1998 : L'Odyssée du Pôle Nord (Glory & Honor) de Kevin Hooks : Thomas

## Note
1. ↑  Autre membre fondateur de la Negro Ensemble Company précitée.